# Jan Kulczyk (inżynier)
Jan Kulczyk (ur. 11 lutego 1944 w Dulibach, zm.  28 grudnia 2017) – polski inżynier mechanik. Absolwent z 1968 Wydziału Mechanicznego Politechniki Wrocławskiej. Od 1 kwietnia 1968 tego samego roku został zatrudniony jako pracownik naukowo-dydaktyczny Instytutu Konstrukcji i Eksploatacji Maszyn Politechniki Wrocławskiej. W październiku 1976 obronił pracę doktorską. Od 2004 profesor na Wydziale Mechanicznym Politechniki Wrocławskiej.